# Orphinus wagneri
Orphinus wagneri is een keversoort uit de familie spektorren (Dermestidae). De wetenschappelijke naam van de soort werd in 2003 gepubliceerd door Háva & Herrmann.